# Мемориал на Делчевия род
Мемориалът на Делчевия род е паметник на рода на българския революционер Гоце Делчев. 

## Местоположение
Разположен е до черквата „Въведение Богородично“ в Благоевград.

## История
Изграждането на мемориала започва през 1986 година и е завършено през 1987 година. Дело е на архитект Богдан Томалевски, художника Христо Стефанов и скулптора Иван Нешев.
На 4 март 1990 година в него тържествено са препогребани костите на Никола Делчев.
На мемориала за изписани имената на:
- Султана Делчева
- Никола Делчев
- Гоце Делчев
- Милан Делчев
- Димитър Делчев
- Христо Делчев
- Мария Делчева Чопова
- Владимир Чопов
- Петър Чопов
- Тодор Чопов
- Димитър Андонов